# 395 Delia
395 Delia eller 1894 BK är en asteroid i huvudbältet, som upptäcktes 30 november 1894 av den franske astronomen Auguste Charlois. Den har fått sitt namn efter ett av den grekiska gudinnan Artemis, många namn.
Asteroiden har en diameter på ungefär 44 kilometer.